# Udo Schiefner

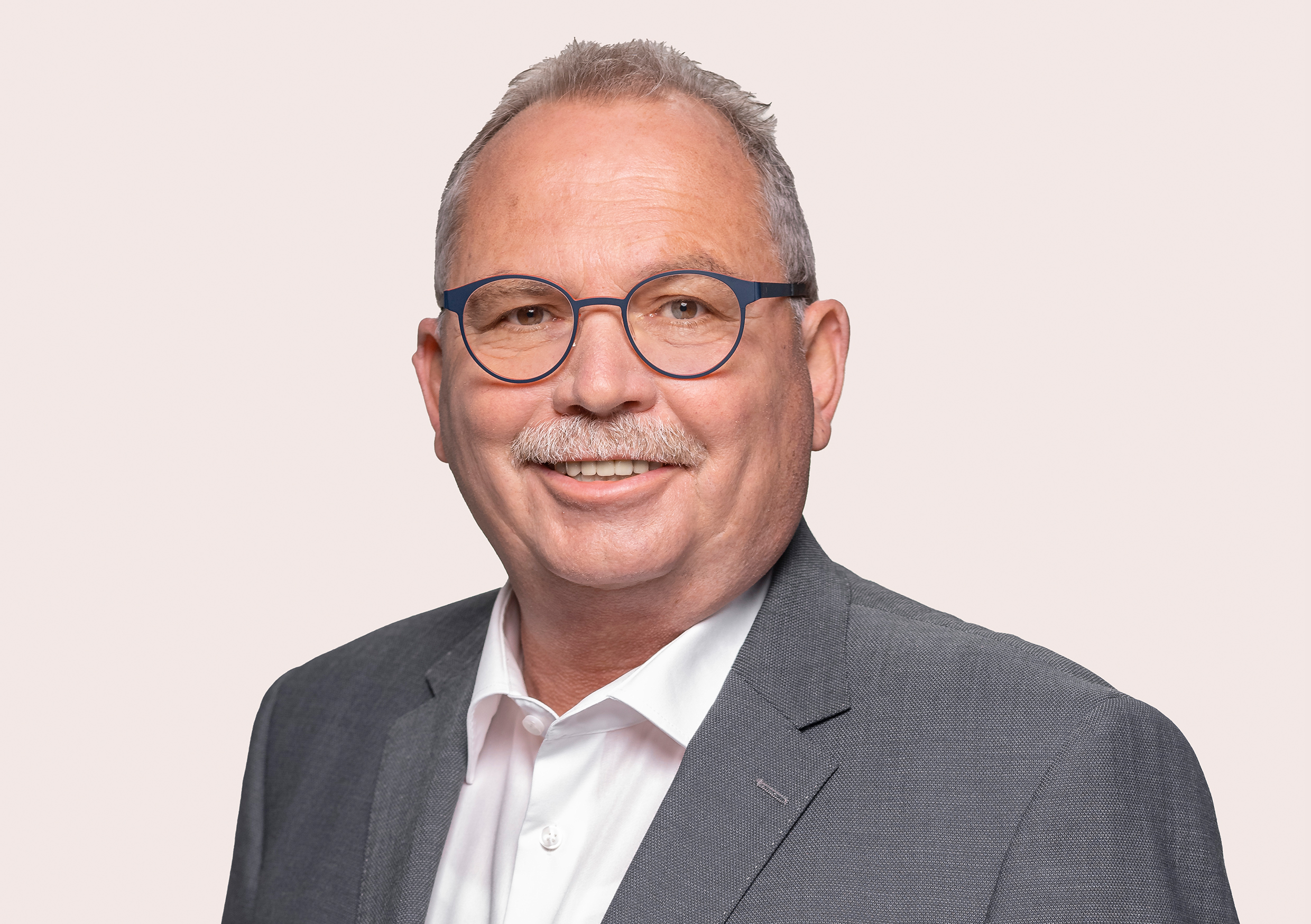
Udo Schiefner (2021)

Udo Schiefner (* 7. August 1959 in Kempen) ist ein deutscher Politiker der SPD und gehörte von 2013 bis 2025  dem Deutschen Bundestag an.

## Leben
Nachdem Schiefner im Jahr 1974 seinen Hauptschlussabschluss erhalten hatte, besuchte er für ein Jahr eine Berufsgrundschule, die er mit der Fachoberschulreife mit dem Schwerpunkt Chemie beendete. Daraufhin ließ er sich zum Chemisch-Technischen Assistenten ausbilden und arbeitete bis zu seiner Wahl in den Bundestag als Leiter der Qualitätssicherung einer Mönchengladbacher Brauerei. Hinzu kam ein Fernstudium zum Qualitätssicherungstechniker an der Technischen Fachhochschule Berlin (heute Berliner Hochschule für Technik).
Schiefner ist verheiratet und hat ein Kind.

## Politischer Werdegang
Im Jahr 1975 trat Schiefner in die SPD ein, er ist seit 2002 deren Vorsitzender im Kreis Viersen und war seit 2008 stellvertretender Vorsitzender der SPD Niederrhein, bis er Im Februar 2021 zum Vorsitzenden der SPD Niederrhein gewählt wurde. Zuvor war er Vorsitzender der SPD in Kempen-St. Hubert. In den Jahren 1983 bis 2009 gehörte er dem Kempener Stadtrat an, wo er zunächst Geschäftsführer und später Vorsitzender der SPD-Fraktion war. Im Jahr 2004 zog er in den Kreistag des Kreises Viersen ein, von 2009 bis Dezember 2013 war er dort SPD-Fraktionsvorsitzender.
Nachdem er bei der Bundestagswahl 2009 vergeblich für den Bundestag kandidierte, gelang ihm 2013 der Einzug über die Landesliste Nordrhein-Westfalens. Er trat beide Male im Wahlkreis Viersen für das Direktmandat an. Er ist seit 2013 Mitglied des Ausschusses für Verkehr und digitale Infrastruktur und dort stellvertretender Sprecher der SPD-Fraktion sowie des Petitionsausschusses gewesen. Außerdem war er Vorstandsmitglied der SPD-Bundestagsfraktion.
2017 wurde er ebenfalls über die Landesliste wiedergewählt. In der 19. Wahlperiode war er stellvertretender Sprecher der Verkehrs- und der Petitions-Arbeitsgemeinschaften der SPD-Bundestagsfraktion.
Schiefner war in der 18. Wahlperiode stellvertretender Vorsitzender der deutsch-niederländischen Parlamentariergruppe, die in der 19. Wahlperiode nicht fortgesetzt wurde. Seitdem war Schiefner Mitglied der Benelux- und der Zentralasien-Parlamentariergruppen. Seit Dezember 2019 war Schiefner Vorsitzender des 2. Untersuchungsausschusses der 19. Wahlperiode des Deutschen Bundestages. Er gehörte im 19. Deutschen Bundestag als ordentliches Mitglied dem Ausschuss für Verkehr und digitale Infrastruktur sowie dem Petitionsausschuss an. Zudem war er stellvertretendes Mitglied im Haushaltsausschuss.
Schiefner kandidierte bei der Bundestagswahl 2021 wieder im Bundestagswahlkreis Viersen. Er zog erneut über die Landesliste in den Bundestag ein. Er war in der 20. Wahlperiode Vorsitzender des Verkehrsausschusses und Vorsitzender der Parlamentsgruppe Schiene sowie stellvertretender Vorsitzender der deutsch-niederländischen Parlamentariergruppe gewesen. Bei der Bundestagswahl 2025 kandidierte er nicht erneut.
Schiefner engagiert sich ehrenamtlich in mehreren Organisationen in seinem Wahlkreis und ist Mitglied des Beirats von Action medeor, einem Medikamentenhilfswerk.